# Let 'Em Eat Cake
Let ‘Em Eat Cake is een musical met muziek van George Gershwin en teksten van Ira Gershwin op een libretto van George S. Kaufman en Morrie Ryskind en geproduceerd door Sam H. Harris. De wereldpremière, een try-out, was op 2 oktober 1933 in het Shubert Theatre in Boston en de Broadway première op 21 oktober 1933 in het Imperial Theatre in New York. Er waren totaal 90 voorstelling, voor een Broadway musical niet bijster veel.

## Bijzonderheden
De musical is –wat betreft verhaal- een vervolg op Of Thee I Sing uit 1931, de musical die als eerste de Pulitzer prijs won. De toon is echter pessimistischer en de verschillende verhaallijnen veel complexer.
De cast bestond uit dezelfde acteurs als in Of Thee I Sing: William Gaxton als president J.P. Wintergreen, Victor Moore als vicepresident Alexander Throttlebottom, Philip Loeb als Kruger en Lois Moran als Mary Wintergreen. De orkestraties die verloren waren gegaan, werden opnieuw gemaakt door Edward B. Powell.
De show verkondigde een boodschap die het publiek niet wilde horen en de musical werd een flop. De show leverde een hit op: Mine. Verschillende songs uit Of Thee I Sing worden hergebruikt in Let 'Em Eat Cake, waaronder het lied van de Supreme Court Judges en het campagnelied Wintergreen for President, dat delen van folk en patriottische liedjes bevat zoals Sousa's Stars and Stripes Forever, en Hail, Hail, the Gang's All Here.
Het is de laatste Broadway musical van de gebroeders Gershwin. Gershwin (George) ging zich helemaal concentreren op zijn Porgy and Bess project.

## Verhaal

### Eerste bedrijf
President Wintergreen verliest op grote afstand de herverkiezing van John P. Tweedledee, met als oorzaak de aanhoudende Grote Depressie. Wintergreen doet tevergeefs een beroep bij het Hooggerechtshof om de verkiezingsuitslag ongedaan te maken. Diana Deveraux is van Throttlebottom gescheiden en inmiddels getrouwd met de Franse ambassadeur. Na het einde van zijn ambtstermijn beginnen Wintergreen, Throttlebottom en hun medewerkers een handeltje met de verkoop van de blauwe shirts van zijn vrouw Mary op "Union Square". Op Union Square verkondigt Kruger, een oproerkraaier, zijn doctrine Down With Everything That’s Up. Na een gesprek met Kruger besluit Wintergreen om de verkoop van zijn shirts te vergroten dat ze een revolutie beloven of hun geld terug moeten krijgen, daarbij verwijzend naar de Europese bruinhemden en zwarthemden. Nu de zaken heel goed gaan (Shirts by Millions), roept Mary de vrouwen op om zich te verenigen bij de New Blue D.A.R. (Climb up the Social Ladder) om de verkoop van damesoverhemden te vergroten. Wintergreen heeft nu de steun van de Union League Club nodig, omdat generaal Snookfield lid is. Throttlebottom overtuigt hen door te zeggen dat de Britten Bunker Hill aanvallen (Comes the Revolution Reprise). Nadat ze de steun van de Union League Club hebben gekregen, ontmoeten The Blue Shirts Snookfield om de omverwerping van de regering te plannen (On and On and On). Op 4 juli om negen uur, wanneer de Blue Shirts arriveren, zal Snookfield het signaal geven om Tweedledee te grijpen. Op de vierde juli, op het terrein van het Witte Huis, houdt Tweedledee een toespraak, wanneer Snookfield met Trixie vertrekt voor een feestje. De Blue Shirts arriveren en zien dan dat de generaal er niet is en dat de soldaten niet weten wat ze moeten doen. Tweedledee belooft het leger een dollar a “day which (he) may not pay.” Wintergreen belooft het leger dat de oorlogsschulden vergoed worden door de Volkenbond, hetgeen de soldaten accepteren. Tweedledee wordt afgezet en Wintergreen verklaart dat "het land van vrijheid weer vrij is" (Let 'Em Eat Cake).

### Tweede bedrijf
Het Witte Huis wordt (Blue Blue Blue) geverfd. De Hoge Raad, nu geketend, wordt voor Wintergreen gebracht. Hij besluit clementie te tonen omdat de rechtbank zijn huwelijksceremonie heeft geleid. De rechtbank wordt omgevormd tot een honkbalteam. Wanneer de Volkenbond arriveert om de terugbetaling van de oorlogsschulden te bespreken, zeggen ze (No Comprenez, No Capish, No Versteh,) wanneer de kwestie aan de orde wordt gesteld; alleen Finland betaalt hun schuld terug.
Kruger, nu generaal na het beschamend gedrag van Snookfield, oefent ook druk uit op Wintergreen om zijn belofte te houden. Wintergreen stelt een weddenschap voor op een honkbalwedstrijd als oplossing voor het verrekenen van de schulden: dubbel of niets. Als de Liga verliest, mogen ze nog een vergadering houden om het te bespreken. Kruger accepteert het bod van Finland. Throttlebottom accepteert aarzelend het verzoek om scheidsrechter te zijn. Op de dag van de wedstrijd proberen de Supreme Ball Players, de League en het leger van Kruger Throttlebottom te beïnvloeden om in hun voordeel te fluiten.
De Verenigde Staten verliezen het duel na een dubieuze beslissing van scheidsrechter Throttlebottom. De soldaten willen dat er iemand verantwoordelijk wordt gehouden voor het verlies, vanwege de bezwaren van Wintergreen en zijn medewerkers (Oyez, Oyez, Oyez). In de (Trial of Throttlebottom ) is een militaire rechtbank aan de gang. Kruger, het leger en de balspelers roepen op tot de executie van Throttlebottom en beweren dat hij een samenzwering heeft gepleegd in samenwerking met de vijand. Wintergreen en zijn medewerkers maken bezwaar, totdat het leger de kanonnen op hen richt. Kruger en het leger willen weten wanneer ze worden betaald (A Hell of a Hole). Nadat Wintergreen hen een aandeel in zijn shirt handel heeft aangeboden, gaat het leger overstag (Down With Everything That's Up - Reprise). Ondanks uiterste best om het geld te krijgen (It Isn't What You Did), veroordeelt Kruger Wintergreen en zijn trawanten ter dood door onthoofding. Maria en de vrouwen van de veroordeelden komen binnen en verklaren dat ze allemaal zwanger zijn. Kruger zegt dat dit misschien vier jaar geleden heeft gewerkt tijdens de afzettingsprocedure van Wintergreen, maar dat het nu zeker niet werkt bij het leger, dat smoesje. Trixie, inmiddels admiraal, arriveert en bundelt zijn krachten met Kruger (First Lady en First Gent). Kruger verkondigt: (Let 'em Eat Caviar).
De dag van de executie breekt aan en in hun gevangeniscel bespreken Wintergreen, Throttlebotton en de commissie hoe ze in deze situatie terecht zijn gekomen. Vervolgens verzamelt de menigte zich om naar de executies te kijken (Hanging Throttlebottom in the Morning). Een uit Frankrijk gekochte guillotine wordt onthuld en Snookfield blijkt de beul te zijn. Aangezien Throttlebottom niet getrouwd is, zal hij als eerste worden geëxecuteerd. Na een reeks ongelukken met de guillotine onderbreekt Mary de procedure. Ze presenteert een (Fashion Show) met jurken die mee kwamen met de boot die de guillotine bracht. Nadat de vrouwen eraan worden herinnerd dat de kleur van de revolutie blauw is en dat ze de nieuwe mode niet mogen dragen, komen de vrouwen in opstand. Kruger maakt bezwaar, maar de soldaten grijpen hem nadat Trixie hen een feestje belooft.
Wintergreen beveelt de soldaten om Kruger neer te schieten. Wanneer Kruger onthult dat hij vroeger een kledingzaak had, besluit Wintergreen om met hem in zee te gaan. Wintergreen besluit de revolutie te beëindigen en herstelt de republiek en het Hooggerechtshof. Tweedledee komt opdagen en Wintergreen biedt hem zijn vicepresident, Throttlebottom, aan omdat hij zich de zijne niet kan herinneren. Tweedledee wijst het presidentschap af, aangezien hij president van Cuba wordt. Throttlebottom wordt nu de president. Nadat Wintergreen de mensen cake belooft en Kruger hen kaviaar belooft, belooft Throttlebottom hen pistache-ijs, waar hij vroeger een hekel aan had.

## Cast
- William Gaxton
- Victor Moore
- Lois Moran
- Philip Loeb
- Dudley Clements
- Florenz Ames
- Edward H. Robins
- Ralph Riggs

## Songs

### Eerste bedrijf
| Wintergreen for President - Ensemble                                                                     |
| Tweedledee for President - Ensemble                                                                      |
| Down With Everyone Who's Up - Kruger en oproerkraaiers                                                   |
| Shirts by Millions - Vrouwen en Ensemble                                                                 |
| Comes the Revolution - Alexander Throttlebottom en Ensemble                                              |
| Mine - John P. Wintergreen, Mary Wintergreen en Ensemble                                                 |
| Climb Up the Social Ladder - Mary Wintergreen, Vrouwen en Ensemble                                       |
| The Union League - President of the Union League Club en Club Leden                                      |
| Comes the Revolution (Reprise) - Union League Club                                                       |
| On and On and On - John P. Wintergreen, John P. Wintergreen, Mary Wintergreen, Mary Wintergreen, Company |
| Finale Act 1                                                                                             |
| I've Brushed My Teeth - Gen. Adam Snookfield, U.S.A.                                                     |
| On and On and On (Reprise) - Blue Shirts                                                                 |
| The General's Gone to a Party - John P. Tweedledee, John P. Wintergreen, Lieutenant en manschappen.      |
| All the Mothers of the Nation - Mary Wintergreen, vrouwen en meisjes                                     |
| Yes, He's a Bachelor - John P. Wintergreen, Blue Shirts en luitenant                                     |
| There's Something We're Worried About - Lieutenant, Army, Women, John P. Tweedledee en Kruger            |
| What's the Proletariat? - Mary Wintergreen, Wives, Committee, Army en allen                              |
| Let 'Em Eat Cake - John P. Wintergreen en vrienden                                                       |

### Tweede bedrijf
| Blue, Blue, Blue – Vrouwen en Ensemble                                                         |
| Who's the Greatest? - John P. Wintergreen en Ensemble                                          |
| No Comprenez, No Capish - League of Nations, John P. Wintergreen, Mary Wintergreen en Ensemble |
| Who's the Greatest? (Reprise) - John P. Wintergreen en Ensemble                                |
| When the Judges Doff the Ermine - President of the Union League Club en Blue Shirts            |
| Up and at 'em - Ensemble                                                                       |
| Oyez, Oyez, Oyez – Soldaten en toeschouwers                                                    |
| That's What He Did - Alexander Throttlebottom, Kruger en Ensemble                              |
| I Know a Foul Ball - Alexander Throttlebottom                                                  |
| Throttle Throttlebottom - Kruger en Ensemble                                                   |
| A Hell of a Hole (A Hell of a Fix) - John P. Wintergreen, Kruger en soldaten                   |
| Down With Everyone Who's Up (Reprise) - Kruger en Ensemble                                     |
| It Isn't What You Did - John P. Wintergreen en Ensemble                                        |
| Mine (Reprise) - John P. Wintergreen, Mary Wintergreen and Ensemble                            |
| Let 'Em Eat Caviar - Kruger en Ensemble (geen muziek)                                          |
| First Lady and First Gent - geschrapt                                                          |
| Hang Throttlebottom in the Morning – Luitenant en Ensemble                                     |
| Fashion Show - Ensemble                                                                        |
| Finale (Reprise van òf Let 'Em Eat Cake òf Of Thee I Sing) - Ensemble                          |

De vetgedrukte song Mine is de enige hit uit deze samengestelde musical. De musical begint met een Ouverture voor orkest.